# IC 1737
IC 1737 — галактика типу *2 (подвійна зірка) у сузір'ї Андромеда.
Цей об'єкт міститься в оригінальній редакції індексного каталогу.